# Gosberto di Osnabrück
Gosberto di Osnabrück (... – 860 circa) è stato un vescovo tedesco.
È venerato come santo dalla Chiesa cattolica.

## Biografia
Fu missionario in Svezia; nell'845 fu eletto vescovo di Osnabrück e resse la diocesi fino all'858, distinguendosi per l'impegno pastorale. Secondo una tradizione morì martire a Ebbestorp, ma i bollandisti hanno dimostrato l'infondatezza della notizia.
La sua festa si celebrava a Osnabrück il 3 febbraio.
Il suo elogio si legge nel Martirologio romano al 13 febbraio.

## Genealogia episcopale
La genealogia episcopale è:
- Vescovo Drogone di Metz
- Arcivescovo Oscar di Brema
- Vescovo Gosberto di Osnabrück